# Stephen Stills
Stephen Arthur Stills (født 3. januar 1945 i Dallas, Texas) er en amerikansk guitarist, sanger og komponist. Stills er mest kendt som medlem i grupperne Buffalo Springfield og Crosby, Stills & Nash, men har også udgivet en del album som soloartist.

## Biografi
Stills var født i en miltærfamilie, hvilket medførte at han som barn flyttede meget rundt. Dette førte til at han som ung udviklede en interesse for forskellige stilarter, blandt andet blues og folkemusik. Han blev også influeret af latin-amerikansk musik efter at have boet i Costa Rica og Panamakanalzonen, hvor han fuldførte high school.
Stills afbrød sine studier på University of Florida for at satse på en karriere i musik tidligt i 1960'erne. Frem til 1966 spillede Stills i en række mindre vellykkede band, blandt dem the Continentals, hvor også den fremtidige guitarist i The Eagles Don Felder var med. Stills endte i en ni-medlems vokalharmonigruppe som hed Cafe Au Go Go. I 1966 var han til audition for at blive med i gruppen The Monkees, men blev afvist bland andet på grund at han allerede da begyndte at blive tynd i håret og ville virke for gammel. Hans gamle kontubernal Peter Tork kom med i stedet.
Men karrieren fik et opsving da han kom med i gruppen Buffalo Springfield sammen med Richie Furay som han tidligere havde spillet med i Cafe Au Go Go, Neil Young, som han havde truffet under en turné i Canada, Bruce Palmer og Dewey Martin. Bandet udgav tre album før det blev opløst i 1968. Stills skrev flere af bandets sange, blandt andet hittet «For What It's Worth». Efter Buffalo Springfield dannede han supergruppen Crosby, Stills & Nash sammen med David Crosby og Graham Nash. Gruppen blev senere udvidet med Neil Young og var på sit højeste i slutningen af 1960'erne og begyndelsen 1970'erne. Gruppen spiller fortsat sammen fra tid til anden.
Stephen Stills solodebuterede i 1970 med albummet Stephen Stills, hvor han fik en hit med sangen «Love the One You're With». Året efter fulgte han op med Stephen Stills 2, med blandt andet sangen «Change Partners». Samme år dannede han også gruppen Manassas, sammen med blandt andre Chris Hillman fra The Byrds. Gruppen udgav to album inden den blev opløst i 1973 og Stills fortsatte som soloartist. I midten av 1970'erne dannede han og Neil Young The Stills-Young Band, måske inspireret af Crosby og Nashs vellykkede duo Crosby & Nash. De indspillede kun et album, Long May You Run i 1976. De startede også en turné, men Young hoppede af efter nogle få koncerter . Stills har indimellem genforeningerne af Crosby, Stills & Nash (& Young) siden udgivet en række soloalbum, det sidste er Man Alive! fra 2005.
I 1997 blev Stills indvalgt dobbelt i Rock and Roll Hall of Fame, både med Buffalo Springfield og med Crosby, Stills & Nash.
Stills har længe været politisk engageret. I 2000 var han delegeret fra Florida for Al Gore på Demokratenes landsmøde.

## Diskografi
- Stephen Stills 1970
- Stephen Stills 2 1971
- Stills 1975
- Stephen Stills Live 1975
- Still Stills: The Best of Stephen Stills (opsamlingsalbum) 1976
- Illegal Stills 1976
- Long May You Run (med Neil Young) 1976
- Thoroughfare Gap 1978
- Right By You 1984
- Stills Alone 1991
- Turnin' Back the Pages (opsamlingsalbum) 2003
- Man Alive! 2005